# 清徐站
清徐站，位于中华人民共和国山西省太原市清徐县清源镇吴村，是太中银铁路上的火车站，2011年1月10日正式营运，由太原局集团管辖。车站自2020年4月10日起停办旅客业务。

## 歷史
- 2011年1月10日正式营运。
- 2020年4月10日停办旅客业务。

## 車站周邊
- 吴村中心校
- 吴村晋商民俗馆
- 清源镇吴村初级中学校

## 外部連結
- 中国铁路客户服务中心 （页面存档备份，存于）